# 瞳がほほえむから
「瞳がほほえむから」（ひとみがほほえむから）は、今井美樹の6枚目のシングル。1989年11月8日発売。発売元はフォーライフ・レコード（現・フォーライフミュージックエンタテイメント）。

## 解説
日本テレビ系『水曜グランドロマン』主題歌。
歌手活動初期の代表曲。当初、ベスト・アルバム『Ivory』収録で、子供のコーラスが入っているアルバム・バージョンをシングルで発売予定だったが、タイアップ先の2時間ドラマに合わないとの意見があり、結果コーラス部分をカットしてシングル・バージョンとして発売した経緯を『月刊カドカワ』インタビュー内で語っている。
パナソニック製（OEM含む）のビジネスフォンの保留音に使われていることでも知られる。

## 収録曲
編曲　佐藤準
1. 瞳がほほえむから　 
  - 作詞　岩里祐穂／作曲　上田知華
  - 日本テレビ系「水曜グランドロマン」主題歌
  - 日本テレビ系「熱中時代スペシャル 嵐を呼ぶ男」テーマ
  - 日産自動車「セフィーロ（A32系前期型）」CM曲
  - 日本ガス協会「ウィズガス」CM曲
  - 1stベスト・アルバム『Ivory』（1989年12月6日）にアルバム・バージョン収録
  - 3rdベスト・アルバム『IMAI MIKI from 1986』（1998年7月1日）に収録
  - 4thベスト・アルバム『Blooming Ivory』（2000年4月14日）に収録
  - 6thベスト・アルバム『Ivory III』（2004年6月16日）に収録
  - 18thアルバム『I Love a Piano』（2008年2月14日）に収録
  - 7thベスト・アルバム『Premium Ivory -The Best Songs Of All Time-』（2015年10月7日）にシングルバージョン収録
2. 明るくなるまで　
  - 作詞　戸沢暢美／作曲　佐藤博
  - 4thアルバム『MOCHA』（1989年6月21日）収録
  - 21stシングル「微笑みのひと」（2002年5月9日）収録
3. 瞳がほほえむから 【オリジナル・カラオケ】

## カバー
- 2002年、伊東ゆかり（アルバム「Touch Me Lightly」）
- 2007年、SOTTE BOSSE（アルバム「moment」）
- 2009年、火野正平（アルバム「ウーマン達への子守唄」）